# Jamesia multivittata
Jamesia multivittata là một loài bọ cánh cứng trong họ Cerambycidae.